# Дэвис, Джеймс Джон
Джеймс Джон Дэвис (англ. James John Davies; 27 октября 1873, Тредегар, Уэльс, Великобритания — 22 ноября 1947, Такома-Парк, Мэриленд, США) — американский государственный деятель, министр труда США (1921—1930).

## Биография
Родился в Уэльсе в семье Дэвида Джеймса Дэвиса и Эстер Форд Дэвис (урожденной Николс).
В 1881 г. в возрасте восьми лет вместе со своими родителями эмигрировал из Великобритании в Соединенные Штаты, где семья сначала поселилась в Питтсбурге, а затем в Шэроне. Там он прошел обучение на сталелитейном заводе, что принесло ему прозвище «Железный Пудлер» (или Пудлер Джим); его опубликованная в 1922 году автобиография также получила название «Железный Пудлер».
В 1893 г. он переехал в Элвуд в штате Индиана, где с 1898 по 1902 г. работал муниципальным служащим. С 1903 по 1907 г. он служил в должности регистратора в округе Мадисон, а затем вернулся в Питтсбург. За это время его фамилия была также американизирована как «Davis», хотя позже он всегда подписывался Davies. Был женат, отец пятерых детей.
В 1906 г. вошел в «Лояльный орден лося» (Loyal Order of Moose), став в 1919 г. его генеральным директором, масштабировал его на международном уровне на Бермудские острова, в Великобританию и Канаду. Он сыграл важную роль в качестве лидера в создании Mooseheart («Города ребенка»). В 1926 г. он основал отделение организации не своей родине — в Тредегаре (Южный Уэльс).
Был приверженцем евгеники, на этом основании был противником притока дешевой рабочей силы из Южной и Восточной Европы, считая англосаксов более высокоразвитой общностью.
После победы республиканцев на президентских выборах в 1920 году новый президент США Уоррен Г. Гардинг назначил его в своем кабинете министром труда. Этот пост он сохранил при Калвине Кулидже и в первые годы правления Герберта Гувера. На этом посту особое внимание уделял вопросам иммиграции, которая в то время находилась в ведении министерства труда. Он запустил пограничный патруль США и предложил ввести ограничения на иммиграционные квоты. По настоянию Союза металлургов он сумел убедить US Steel отказаться от двенадцатичасового рабочего дня. Также противостоял нарастающему забастовочному движению в различных отраслях американской промышленности. В то же время отмечалось, что он работал в тени более сильного министра торговли Герберта Гувера. В 1929 г. предпринимал усилия, чтобы найти выход из начавшейся «Великой депрессии».
В декабре 1930 г. подал в отставку с поста министра, поскольку был избран в Сенат Соединенных Штатов от Пенсильвании. Во время своего пребывания в Сенате до 1945 г. он, в частности, инициировал закон Дэвиса-Бэкона, который требовал от федерального правительства платить фиксированную заработную плату за общественные работы.
Похоронен в Питтсбурге.